# Paolo Limiti
Paolo Mario Limiti (Milán, Italia; 8 de mayo de 1940-27 de junio de 2017) fue un letrista, periodista, escritor y presentador de radio y televisión italiano.

## Trayectoria profesional y artística
Nacido en Milán, Limiti comenzó su carrera como periodista, luego en 1960 comenzó una larga colaboración con Mike Bongiorno como autor de sus programas de radio y televisión. 
Activo desde mediados de la década de 1960 como letrista, su primer éxito fue "La voce del silenzio" para Tony del Monaco y Dionne Warwick, después cantada por otras voces. Luego escribió canciones para Mina, Claudia Mori, Mia Martini, Ornella Vanoni, Peppino di Capri, Iva Zanicchi y Albano Carrisi, Demis Roussos, entre otros. Adaptó al italiano algunos temas del cantautor Joan Manuel Serrat.
Fue un exitoso presentador de televisión, que principalmente presentaba programas nostálgicos sobre música antigua y sobre la historia del entretenimiento. Recibió el Premio América de la Fundación Italia-Estados Unidos en 2014.

## Canciones escritas por Paolo Limiti
| Año  | Título                                 | Autores del texto                 | Autores de la música                                | Intérpretes                            |
| ---- | -------------------------------------- | --------------------------------- | --------------------------------------------------- | -------------------------------------- |
| 1964 | 1000 ragazzi fa                        | Paolo Limiti                      | Carlo Lanzi                                         | Jula de Palma, Nuccia Erly             |
| 1965 | Bionda, bionda                         | Paolo Limiti                      | Renato Martini                                      | Maria Doris                            |
| 1965 | Fin che la va...!                      | Paolo Limiti y Luciano Beretta    | Sacha Guiderian                                     | Maria Doris                            |
| 1966 | Kicks                                  | Paolo Limiti                      | Barry Mann y Cynthia Weil                           | Caterina Caselli                       |
| 1966 | Male di luna                           | Paolo Limiti y Luciano Beretta    | Sergio Censi                                        | Barbara Lory                           |
| 1966 | Pigramente                             | Paolo Limiti                      | Enrico Simonetti e Mario Migliardi                  | Milva                                  |
| 1966 | Se morisse il sole (Don't run to me)   | Paolo Limiti                      | The Renegades                                       | The Renegades                          |
| 1966 | Non buttarmi giù (Don't bring me down) | Paolo Limiti y Gerry Goffin       | Carole King                                         | Riki Maiocchi                          |
| 1966 | Non dite il nome (Speak her name)      | Paolo Limiti e Luciano Beretta    | Clint Ballard Jr.                                   | David & Jonathan                       |
| 1966 | Rubia, Rubia (Bionda, bionda)          | Paolo Limiti                      | Renato Martini e José Valero                        | Lita Torelló                           |
| 1966 | Un lago salato (Off and running)       | Paolo Limiti y Carole Bayer Sager | Toni Wine                                           | Vanna Scotti                           |
| 1967 | Beat beat hurra!                       | Paolo Limiti y Danpa              | Renato Martini                                      | I Delfini                              |
| 1967 | Trae mi chaqueta (Dammi la giacca)     | Paolo Limiti y Gianni Pettenati   | Arrigo Amadesi                                      | Jack Carmelo                           |
| 1968 | Sacumdì, sacumdà                       | Paolo Limiti                      | Carlos Imperial                                     | Mina                                   |
| 1968 | La voce del silenzio                   | Paolo Limiti y Mogol              | Elio Isola                                          | Tony Del Monaco, Dionne Warwick y Mina |
| 1969 | Un'ombra                               | Claudio Daiano y Paolo Limiti     | Roberto Soffici                                     | Mina                                   |
| 1969 | Dai dai domani                         | Paolo Limiti                      | Carlos Imperial                                     | Mina                                   |
| 1969 | Il dubbio                              | Paolo Limiti e Felice Piccarreda  | John Lennon e Paul McCartney                        | I Nuovi Angeli                         |
| 1969 | Per niente al mondo                    | Paolo Limiti e Felice Piccarreda  | John Lennon e Paul McCartney                        | Wess, Chriss and the Stroke            |
| 1969 | Bugiardo e incosciente                 | Paolo Limiti                      | Joan Manuel Serrat                                  | Mina                                   |
| 1969 | Una mezza dozzina di rose              | Paolo Limiti e Mina               | Augusto Martelli                                    | Mina                                   |
| 1970 | Cibù cibà                              | Paolo Limiti                      | Felice Piccareda-Paki Canzi-I. Krajac-N. Kalogjera  | Loretta Goggi                          |
| 1970 | Due ragazzi                            | Paolo Limiti                      | Vostok                                              | Loretta Goggi                          |
| 1970 | Dominga                                | Paolo Limiti                      | Jorge Ben Jor                                       | Mina                                   |
| 1970 | L'uomo della sabbia                    | Paolo Limiti                      | Augusto Martelli                                    | Mina                                   |
| 1970 | Ero io, eri tu, era ieri               | Paolo Limiti                      | Augusto Martelli                                    | Mina                                   |
| 1970 | Adagio                                 | Paolo Limiti                      | Vittorio Buffoli y Mario Nobile                     | I Domodossola y sucesivamente Mina     |
| 1970 | Credi                                  | Paolo Limiti                      | Mario Nobile                                        | Mina                                   |
| 1970 | Viva lei                               | Paolo Limiti                      | Mario Nobile                                        | Mina                                   |
| 1971 | Non ho parlato mai                     | Paolo Limiti                      | Mario Robbiani                                      | Mina                                   |
| 1971 | Ciao settembre                         | Paolo Limiti                      | Jorge Ben Jor                                       | Loretta Goggi                          |
| 1971 | Ti chiedo scusa                        | Paolo Limiti                      | Alberto Salerno                                     | Loretta Goggi                          |
| 1971 | Per favore                             | Paolo Limiti                      | Vostok                                              | Loretta Goggi                          |
| 1971 | Amici                                  | Paolo Limiti                      | Elton John                                          | The Pleasure Machine                   |
| 1971 | Amare di meno                          | Paolo Limiti                      | Umberto Balsamo                                     | Peppino Di Capri                       |
| 1972 | La mia sera (Amazing Grace)            | Paolo Limiti                      | Ezio Leoni                                          | Iva Zanicchi                           |
| 1972 | Immagina che...                        | Paolo Limiti y Felice Piccarreda  | John Lennon                                         | Ornella Vanoni                         |
| 1972 | Io ti amavo quando                     | Paolo Limiti                      | Carole King                                         | Mina                                   |
| 1972 | Ballata d'autunno                      | Paolo Limiti                      | Joan Manuel Serrat                                  | Mina                                   |
| 1972 | La foresta selvaggia                   | Paolo Limiti                      | Claudio Cavallaro                                   | Marisa Sacchetto                       |
| 1972 | La tua innocenza                       | Paolo Limiti                      | Claudio Cavallaro                                   | Massimo Ranieri                        |
| 1972 | Il mio amore per Mario                 | Paolo Limiti                      | Claudio Cavallaro                                   | Marisa Sacchetto                       |
| 1972 | Amore amaro                            | Paolo Limiti                      | Claudio Cavallaro                                   | Marisa Sacchetto                       |
| 1972 | Una musica                             | Paolo Limiti e Mike Bongiorno     | Mario Migliardi e Maurizio Seymandi                 | Ricchi e Poveri                        |
| 1972 | Anche un fiore lo sa                   | Paolo Limiti                      | Damiano Dattoli, Filiberto Ricciardi y Pippo Landro | Gens                                   |
| 1972 | Djamballà (il mio tempo arriverà)      | Paolo Limiti                      | Augusto Martelli                                    | Luciana Turina                         |
| 1972 | Cena per due                           | Paolo Limiti                      | Augusto Martelli                                    | Luciana Turina                         |
| 1972 | Eccomi                                 | Paolo Limiti                      | Dario Baldan Bembo                                  | Mina                                   |
| 1973 | Vendetta                               | Paolo Limiti                      | Corrado Castellari                                  | Iva Zanicchi                           |
| 1973 | Signora                                | Paolo Limiti                      | Joan Manuel Serrat                                  | Mia Martini                            |
| 1973 | Dimmi di no                            | Paolo Limiti                      | Alberto Anelli                                      | Alberto Anelli                         |
| 1973 | Tre parole al vento                    | Paolo Limiti e Luciano Beretta    | Franco Reitano y Mino Reitano                       | Mino Reitano                           |
| 1973 | Anna da dimenticare                    | Paolo Limiti                      | Renato Pareti                                       | I Nuovi Angeli                         |
| 1974 | Amarlo io                              | Paolo Limiti                      | Roberto Soffici                                     | Iva Zanicchi                           |
| 1974 | Voglio ridere                          | Paolo Limiti                      | Mario Migliardi                                     | Nomadi                                 |
| 1974 | In controluce                          | Paolo Limiti                      | Albano Carrisi                                      | Al Bano                                |
| 1974 | Carovana                               | Paolo Limiti                      | Renato Pareti                                       | I Nuovi Angeli                         |
| 1974 | Stupidi                                | Paolo Limiti                      | Shel Shapiro                                        | Ornella Vanoni                         |
| 1974 | Il buio                                | Paolo Limiti e Tony Martucci      | Alberto Anelli                                      | Maria Laura Pirisi y Daniela Delfino   |
| 1975 | Non sai fare l'amore                   | Paolo Limiti                      | Salvatore Fabrizio                                  | Ornella Vanoni                         |
| 1975 | Buonasera dottore                      | Paolo Limiti                      | Shel Shapiro                                        | Claudia Mori                           |
| 1975 | Il pianto degli ulivi                  | Paolo Limiti                      | Albano Carrisi                                      | Al Bano                                |
| 1976 | No, no, no                             | Paolo Limiti                      | Umberto Napolitano                                  | Sabina Ciuffini                        |
| 1978 | Non piange Ringo Starr                 | Paolo Limiti                      | Umberto Napolitano                                  | I Nuovi Angeli                         |
| 1979 | Angelo                                 | Paolo Limiti                      | Beppe Cantarelli y Pino Cremante                    | Giovanna Nocetti                       |
| 1979 | Il mio ex                              | Paolo Limiti                      | Erasmo Carlos y Roberto Carlos Braga                | Giovanna Nocetti                       |
| 1982 | Paolino maialino                       | Paolo Limiti                      | Tradicional (Froggy Went A-Courting)                | Romina Power                           |
| 1983 | Non ti cambierei                       | Paolo Limiti y Felice Piccarreda  | John Lennon y Paul McCartney                        | Fred Bongusto                          |
| 1983 | Ahi, mi amor                           | Paolo Limiti                      | Joan Manuel Serrat                                  | Mina, Giovanna Nocetti                 |
| 1988 | Lui, lui, lui                          | Paolo Limiti                      | Massimiliano Pani                                   | Mina                                   |
| 1988 | Cuore, amore, cuore                    | Paolo Limiti                      | Massimiliano Pani                                   | Mina                                   |
| 1988 | L'ultimo gesto di un clown             | Paolo Limiti                      | Moreno Ferrara y Franco Fasano                      | Mina                                   |
| 1989 | Lo faresti                             | Paolo Limiti                      | Aldo Donati                                         | Mina                                   |
| 1989 | Che nome avrà                          | Paolo Limiti                      | Morris Albert                                       | -                                      |
| 1989 | Indovina chi sono                      | Paolo Limiti                      | Philippe Leon                                       | Amanda Lear                            |
| 1997 | Evviva il mio papà                     | Paolo Limiti                      | Alberto Anelli                                      | Stefania Cento                         |
| 2000 | Bandito ferito                         | Paolo Limiti                      | Latino                                              | Giovanna Nocetti e Irene Fargo         |
| 2001 | Ddoje parole                           | Paolo Limiti y Luigi Riccio       | Gianfranco Caliendo y Alberto Anelli                | Luigi Libra                            |
| 2009 | Trenta giorni                          | Paolo Limiti                      | Giovanna Nocetti                                    | Giovanna Nocetti y Caterina Ferri      |
| 2011 | Questa canzone                         | Paolo Limiti                      | Mario Nobile                                        | Mina                                   |
| 2011 | Emmanuelle                             | Paolo Limiti y Felice Piccarreda  | Pierre Bachelet                                     | Elisabetta Viviani                     |
| 2014 | L'uomo dei no                          | Paolo Limiti                      | Andrea Ferrante                                     | Giovanna Nocetti                       |
| 2015 | Abracadabra                            | Paolo Limiti                      | Giovanna Nocetti                                    | Viola Valentino y Giovanna Nocetti     |
| 2015 | Dietro un grande amore                 | Paolo Limiti                      | Giovanna Nocetti y Enzo Campagnoli                  | Orietta Berti                          |